# Diocese de Humaitá
A Diocese de Humaitá (Dioecesis Humaitanensis), é uma circunscrição eclesiástica da Igreja Católica Apostólica Romana, criada no dia 16 de outubro de 1979.

## História
A criação da Prelazia de Humaitá - AM foi pedida pelos Bispos da Amazônia, entre os anos de 1954-1957. Foi então criada a 26 de junho de 1961 pelo Papa João XXIII, desmembrando-se da Arquidiocese de Manaus e da então Prelazia de Porto Velho.
Foi confiada pela Santa Sé aos cuidados da Sociedade de São Francisco de Sales (Salesianos de Dom Bosco). A 16 de outubro de 1979 foi elevada pelo Papa João Paulo II a Diocese.
A Catedral, dedicada a Nossa Senhora da Imaculada Conceição, se encontra na sede da Diocese, na cidade de Humaitá.

## Bispos
|        | Nome                                | Período   | Notas                                 |
| Bispos | Bispos                              | Bispos    | Bispos                                |
| ------ | ----------------------------------- | --------- | ------------------------------------- |
| 5º     | Antônio Fontinele de Melo           | 2020 -    | Atual                                 |
| 4º     | Franz Josef Meinrad Merkel, C.S.Sp. | 2000-2020 | Bispo emérito                         |
| 3º     | José Jovêncio Balestieri, S.D.B.    | 1991-1998 | Nomeado Bispo coadjutor de Rio do Sul |
| 2º     | Miguel d’Aversa, S.D.B.             | 1962-1991 |                                       |
| 1º     | José Domitrovitsch, S.D.B.          | 1961-1962 |                                       |